# Aucuba robusta
Aucuba robusta är en garryaväxtart som beskrevs av Wen Pei Fang och Z.P. Soong. Aucuba robusta ingår i släktet aukubor, och familjen garryaväxter. Inga underarter finns listade.